# Chiesa di Santa Maria in Campo

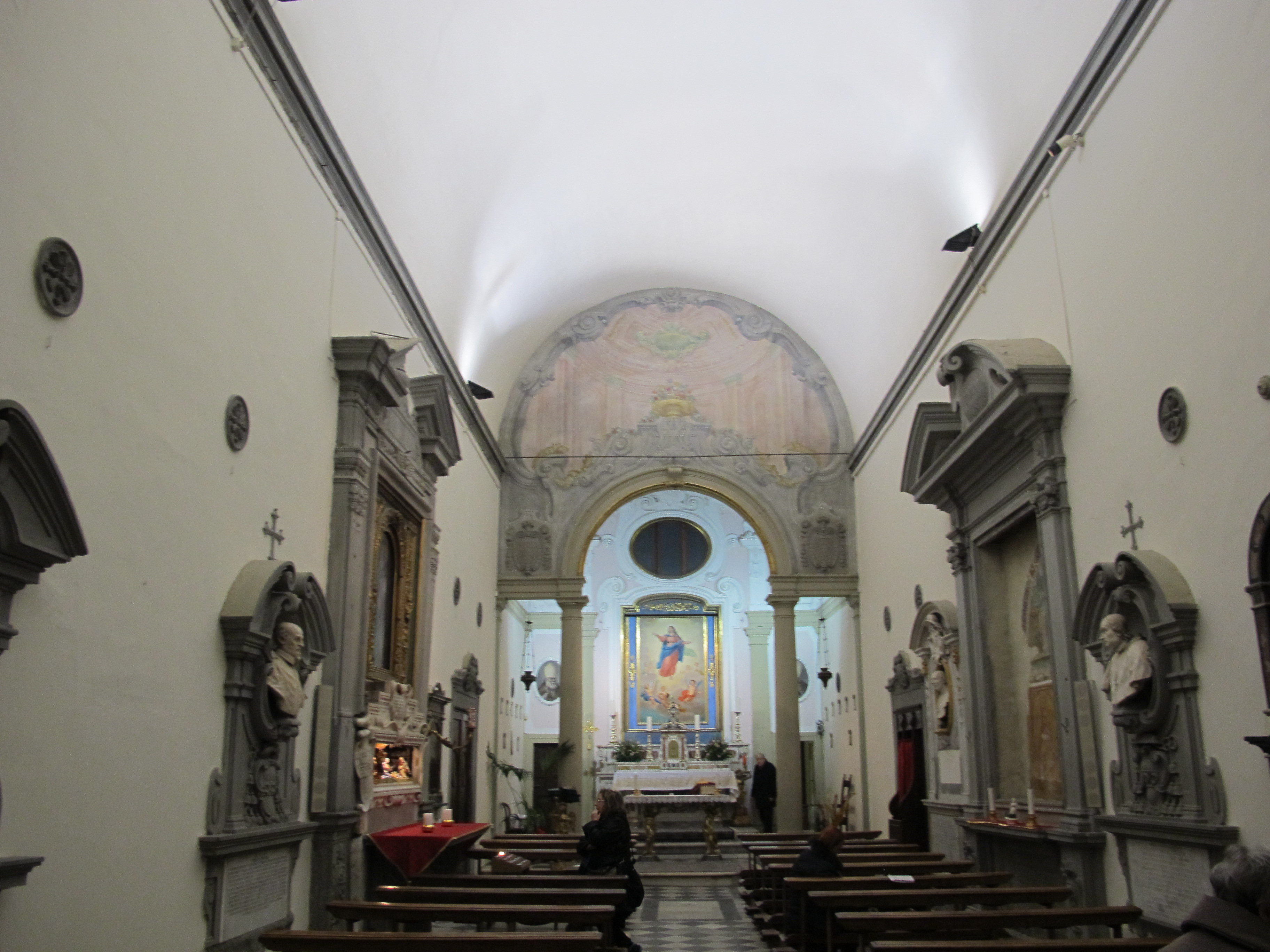
Interno

La chiesa di Santa Maria in Campo, "speciosa in campis" (in italiano: bella nei campi) come si legge sull'architrave, è un luogo di culto cattolico che sorge su uno spiazzetto laterale di via del Proconsolo che si apre poco dopo l'inizio della strada a pochi passi da piazza del Duomo a Firenze. Ma pur trovandosi in posizione centralissima, non appartiene alla diocesi fiorentina, bensì a quella di Fiesole.

## Storia
La chiesa è molto antica, probabilmente dell'XI secolo, come conferma anche il fatto che in origine sorgesse appena fuori dalle mura della città che correvano appunto lungo l'attuale via del Proconsolo. La sua costruzione dunque risale sicuramente a prima degli anni 1173-1175 ovvero prima dell'edificazione della quinta cerchia che andò ad inglobare l'area.
La tradizione vuole che, al tempo della sua costruzione, in un campo vicino alla chiesa fosse stata rinvenuta quell'immagine della Vergine che vi è tutt'oggi conservata e che proprio questo evento miracoloso sarebbe stato all'origine del nome di Santa Maria in Campo. Ma più probabilmente l'edificio deve la sua denominazione al fatto di essere stato costruito, come nel caso di una chiesa omonima romana, nell'antico Campo Marzio o Campo di Marte della città.
La curiosa "extraterritorialità" di Santa Maria in Campo si deve a un aspro litigio scoppiato nel 1220 tra Firenze e il vescovo di Fiesole Ildebrando da Lucca. Infatti il vescovo Rinieri, predecessore di Ildebrando, aveva alienato ai fiorentini molti possedimenti della diocesi che poi Ildebrando, contestando la validità della cessione, prese a rivendicare. La faccenda si trascinò per alcuni anni finché papa Gregorio IX, nel 1228, mise d'accordo i contendenti della disputa stabilendo che, a titolo di risarcimento, Santa Maria sarebbe passata sotto Fiesole che tuttavia, a seguito di questa cessione, doveva considerarsi definitivamente e soddisfacentemente liquidata.
Successivamente Gregorio X obbligò il comune di Firenze a fabbricarvi accanto il palazzo per l'abitazione dei vescovi fiesolani che ebbero poi nel 1259 da papa Alessandro IV il privilegio di tenervi la curia e il tribunale diocesano. Infine Urbano VIII permise loro di esercitarvi ogni atto giurisdizionale come se fossero nella propria diocesi.
Proprio per questo nel 1684 l'arcivescovo di Firenze Antonio Morigia ed il vescovo di Fiesole Filippo Neri degli Altoviti arrivarono a una furiosa rottura, dispiacendo al primo le tante pubbliche funzioni episcopali che solennemente venivano esercitate in Santa Maria del Campo dai vescovi di Fiesole, non solo nella chiesa ma anche per le vie della stessa parrocchia. Portata la lite alla decisione della Santa Sede, venne abolita la curia parrocchiale di Santa Maria in Campo, che restò aggregata a quella del duomo, e vennero sospese le processioni, eccettuate quelle dei sinodi in caso che si avessero a celebrare nella chiesa, il cui giro comunque avrebbe dovuto farsi nel solo recinto della piazzetta antistante.

## Descrizione
La chiesa, ingrandita verso la metà del Trecento e riconsacrata nel 1585, è ad unica navata con cinque cappelle compreso l'altare maggiore, dov'è collocata la tradizionalmente antichissima immagine dell'Assunzione di Maria.
Nella cappella dedicata alla Natività di Maria si conserva un'urna in marmo, contenente le ceneri di San Giulio, senatore romano rinvenuto nel cimitero di Calepodio, che Urbano VIII, nel 1643 regalò a Lorenzo Della Robbia, vescovo di Fiesole. L'urna è attribuita a Benedetto da Rovezzano. Nella chiesa si trova anche una Madonna col Bambino e San Filippo Neri del Curradi e un quadro di Giuseppe Faccini raffigurante un Gesù che mostra il suo cuore a vari santi. Tutt'intorno si trovano le lapidi sepolcrali dei vari vescovi fiesolani qui sepolti, tra i quali Luigi Maria Strozzi.

## Lo scherzo dell'orsa
Santa Maria in Campo e i suoi parrocchiani, loro malgrado, furono vittime, in un giorno imprecisato di fine Trecento, di uno scherzo giocato da una compagnia di burloni e riportato nella novella dal titolo "Le campane di Santa Maria del Campo" di Franco Sacchetti che si sospetta esserne stato uno degli autori.
«Certi Fiorentini erano a cena in una chiesa di Firenze, la quale era non molto da lungi dal palagio del podestà; ed essendo tra loro in quel luogo entrata un'orsa, la quale era del podestà, ed era molto domestica, andando questa più volte sotto la mensa a loro, disse uno di loro: "Vogliam noi fare un bel fatto? Quando noi abbiamo cenato, conduciamo quest'orsa a Santa Maria in Campo, dove il Vescovo di Fiesole tien ragione, che sapete che non vi s' incatenaccia mai la porta, e leghianli le zampe dinanzi l'una a una campana, e l'altra a un'altra, e poi ce ne vegniamo; e vedrete barili andare". Dicono gli altri: "Deh faccianolo".
Era del mese di novembre, che si cena di notte. Essendo in concordia, danno di mano all'orsa, e per forza la conducono nel detto luogo; ed entrati nella chiesa, si avviano verso le funi delle campane, e preso l'uno di loro l'una zampa, e l'altro l'altra, le legarono alle dette campane, e subito danno volta, andandosene ratti quanto poterono.
L'orsa sentendosi così legata, tirando e tempestando per sciogliersi, le campane cominciano a sonare sanza niuna misura. Il prete e 'l cherico si destano, cominciano a smemorare: "Che vuol dir questo? chi suona quelle campane?". Di fuori si comincia a gridare, "Al fuoco, al fuoco". La Badìa comincia a sonare, perché l'arte della lana è presso a quel luogo. I lanajuoli e ogni altra gente si levano, e cominciano a trarre. "Dov' è? dov' è?".
[...] E giugnendo molta gente, trovò che cominciava a chiamare il prete, dicendo, "Dov' è il fuoco?" e giugnendo fuori, essendo domandato, "Dov' è questo fuoco, prete?" appena potea rispondere, perché avea il battito della morte. Pur con una voce affinita e affocata, dice: "Io non so di fuoco alcuna cosa, né chi suona queste campane" [...], rispondono molti: "reca quà i lumi; abbiam noi paura di mali visi; chi ha paura si fugga" e avviandosi in là così al barlume, e veggendo la bestia, non iscorgendo bene quello che si fosse, la maggior parte si tornano indietro gridando[...]. Altri più sicuri s' accostano, e veggendo quello ch' è, gridano: "Venite qua, brigata, ch' ell'è un'orsa". Corrono là molti, e '1 prete e '1 cherico ancora; e veggendo questa orsa così legata, e tirare e nabissarsi con la voce, ciascuno comincia a ridere: "Che vuol dir questo ?". E non era però niuno che ardisse di scioglierla, e tuttavìa le campane sonavano, e tutto il mondo era tratto. Infine certi, che conosceano l'orsa del podestà essere mansueta, s' accostarono a lei, e sciolsonla; avvisandosi i più che qualche nuovi pesci avessono fatto questo, per far trarre tutti i Fiorentini.
E tornatisi a casa, più dì ragionarono di questo caso, e ciascuno dicea, chi sarebbe stato. I più rispondeano: "Dillo a me, e io il dirò a te". Alcuni diceano: "Chiunque fu, fece molto bene, che sempre sta quella porta aperta, che non ispenderebbe né 'l Vescovo né 'l prete un picciolo per mettervi uno chiavistello". E [...] quelli che l'aveano fatto, erano in un letto, e scoppiavano delle risa, essendosi fatti più volte alle finestre, con gridare con le più alte voci che aveano, "Al fuoco, al fuoco" e quanta più gente traea, più ne godeano domandando più che gli altri in quelli dì che volle dir quello, per avere diletto di chi rispondea loro».